# غوران أوبرادوفيتش
غوران أوبرادوفيتش (25 ديسمبر 1986 في صربيا - 31 أغسطس 2021) هو لاعب كرة قدم صربي في مركز الدفاع. لعب مع أرارات يريفان وألاشكرت ونادي جاندجاسر كابان ونادي ميكا ولاو لين زانغ ‏ وملادي رادنيك ‏ وسبارتاك سيماي ‏.

## وصلات خارجية
- غوران أوبرادوفيتش على موقع قاعدة بيانات كرة القدم.إي يو (الإنجليزية)
- غوران أوبرادوفيتش على موقع Soccerway.com (الإنجليزية)
- غوران أوبرادوفيتش على موقع عالم كرة القدم.نت (الإنجليزية)